# Love (filme de 1919)
Love é um filme de comédia produzido nos Estados Unidos em 1919, dirigido e protagonizado por Fatty Arbuckle.